# Joe Coviello
Joe Coviello ist ein amerikanischer Kommunalpolitiker. Seit 2017 ist er Bürgermeister der Stadt Cape Coral (Florida).
Coviello schloss seine Ausbildung 1977 am Franklin & Marshall College in Lancaster (Pennsylvania) mit einem Bachelor in Business Administration ab. In den folgenden Jahren war er unter anderem als Regional Vice President für Groller Inc. und bei Macmillan Publishers tätig. 2000 zog er mit seiner Familie nach Cape Coral, wo er als Business Consultant arbeitete. 
Er war zunächst Mitglied, dann Vorsitzender des Budget Review Committee der Stadt Cape Coral. Am 7. November 2017 wurde er mit knappem Vorsprung zum Bürgermeister gewählt. Seine Amtszeit endet 2022.